# 充電柱
充電柱，又叫黐電，是一種兒童的即時戰略遊戲，同時也是一種早期的即時戰略遊戲，參與的人分成兩邊，各自選一根柱子當作基地。哪一方先在不被抓到的情況下碰到對方的柱子就獲勝。

## 規則
1. 參與的人分成兩邊，各自選一根柱子當作基地。
2. 先在不被抓到的情況下碰到對方的柱子就獲勝。
3. 每個人要碰到自己的柱子才能充電。
4. 離開柱子愈久的人，身上的電量愈少。
5. 當敵對的人互相碰到時，電多的人可以把對方抓回去。
6. 被抓的人連成一條線，一端接著柱子。
7. 友方的人可以在不被抓到的情況下，碰觸由被抓的人連成的線中的一人，救走那個人和所有連在他外面的人。

## 趣味
充電柱的樂趣在於共同擬定戰略計劃、執行任務和彼此追逐的過程。是一個鬥智鬥力的遊戲。

## 教育意義
充電柱同時是一種肢體活動、合作遊戲和策略遊戲。
除了鍛煉身體外，充電柱對培養分工合作的能力和策略思考都有助益。